# 豚草叶糙果芹
豚草叶糙果芹（学名：Trachyspermum scaberulum var. ambrosiifolium）为伞形科糙果芹属下的一个变种。